# Moralità: memoria e desiderio
Moralità: memoria e desiderio è un saggio del sacerdote cattolico e teologo Luigi Giussani, fondatore del movimento Comunione e Liberazione.

## Storia editoriale
Il libro, pubblicato per la prima volta dall'editore milanese Jaca Book nel 1980, contiene alcuni interventi di Giussani sui temi della moralità, della preghiera, della santità e del peccato. Alcuni capitoli erano già comparsi come articoli in varie pubblicazioni. Ad esempio, i primi capitoli sulla preghiera erano stati pubblicati nella rivista Ora et labora nel 1958. La conclusione La Chiesa come luogo di moralità era apparsa invece sulla rivista teologica Communio nel 1977.
Nel 1990 Jaca Book rieditò il testo con una Nota alla nuova edizione appositamente scritta da Giussani.
Nel 1995 l'editore Rizzoli, che aveva da poco iniziato a pubblicare le opere di Giussani, fece uscire il volume antologico in edizione cartonata Alla ricerca del volto umano che contiene il testo originale di alcuni scritti di Giussani precedentemente pubblicati singolarmente da Jaca Book tra i quali proprio Moralità: memoria e desiderio (senza la Nota alla nuova edizione del 1990), Alla ricerca del volto umano del 1984 (sotto il nuovo titolo Percorso drammatico) e Decisione per l'esistenza del 1978. Il volume contiene una introduzione appositamente scritta dall'autore nel febbraio del 1995.

## Contenuti
(Nota alla nuova edizione)
Nella lunga premessa, Giussani descrive i tratti essenziali della vita cristiana e del compito del cristiano nel mondo: «testimoniare la fede, testimoniarla all'interno del proprio stato di vita.» L'autore esprime i punti essenziali dell'esperienza cristiana in cinque punti dei quali descrive anche gli "opposti" nell'esperienza quotidiana: 
1. Cristo come salvezza nella storia e nell'esistenza, «la coscienza viva che la salvezza, la liberazione [...] hanno una risposta in una realtà già presente nella vita dell'uomo, Cristo». L'opposto a questa posizione è cercare la salvezza, il significato della vita, «stabilendola in qualcosa fatto dalle mani dell'uomo».[10]
2. La presenza di Cristo è nell'unità dei credenti, quindi nella Chiesa, dentro il luogo storico in cui si vive. All'opposto vi è il rapporto individualistico e astratto con l'immagine di Cristo.[11]
3. La coscienza della fede, e quindi di Cristo, non è frutto di un ragionamento o di uno studio teorico o filosofico, ma è frutto di un incontro. All'opposto si situano il ritualismo e burocraticismo amministrativo ed associativo.[12]
4. «Il mondo, la società cambiano attraverso realtà umane già cambiate.» Il cambiamento può venire solo dal di fuori dell'uomo, da Altro. L'opposto è il moralismo, cioè l'applicazione di leggi di comportamento che partono dalle opinioni o da progetti.[13]
5. «La comunità cristiana, che è il luogo della fede, sta dentro il corpo della società.» Dentro il mondo, dentro la società, e ne condivide la problematicità. L'opposto è una concezione di comunità cristiana chiusa, che non incide nei problemi sociali, senza riferimento al contesto storico e ambientale, oppure, all'opposto, una concezione etica riduttiva, dove l'esperienza della Chiesa è solo tesa alla risoluzione di problemi sociali.[14]

La prima parte del libro è focalizzata sul tema della preghiera come coscienza della dipendenza, «formula della libertà per l'uomo in cammino.» Preghiera anche come espressione comunitaria in un'adesione libera e personale. «Ecco cos'è la comunità: è l'insieme dei rapporti creati con gli altri esseri dalla attività della coscienza personale e dalla energia fattiva della volontà personale.»
L'autore afferma che «Tutta la nostra vita è questa offerta, cioè è preghiera come coscienza di noi in quanto appartenenti a Cristo.» Giussani esemplifica questa posizione di domanda con il Magnificat (Luca 1,46-55), con il Cantico di Zaccaria (Luca 1,68-79) e con il Cantico di Simeone (Luca 2,29-32).
Nella seconda parte Giussani tratta il tema della santità come desiderio di compimento della vita. Diventare santi non significa fare cose eccezionalmente buone, ma compiere il proprio destino. «Il santo è un uomo vero», cioè aderisce all'ideale per cui è stato costituito il suo destino, cioè Dio.
La terza e ultima parte è dedicata al peccato, cioè all'idea che è possibile rivolgersi ad altri se non a Dio come motivo di speranza. L'autore esemplifica, attraverso passi dell'Antico Testamento, come l'uomo abbia spesso cercato di eliminare la presenza fattiva di Dio dalla sua vita e dalla storia. Il peccato come mancanza di fedeltà al fatto di Dio, come dimenticanza, come rifiuto e come non ascolto della parola di Dio. Quindi, anche attraverso la citazione dei Salmi, Giussani descrive la dinamica e le conseguenze del peccato nella vita dell'uomo. Da ultimo, nel capitolo contenente una conversazione in forma di intervista sul tema del peccato, Giussani introduce il concetto cristiano di perdono, inteso non come debolezza, ma come ideale con cui Dio "ricostruisce" il destino delle sue creature.
Nella conclusione del libro, il testo La Chiesa come luogo di moralità, Giussani definisce la moralità come atteggiamento originale dell'uomo creato in ogni istante da Dio, tensione all'infinito che è Dio. La moralità è quindi vivere la memoria del fatto accaduto nell'incontro cristiano, e non in un dovere da compiere.

## Edizioni

### Testi originali
- Luigi Giussani, Alcune cose sulla preghiera, in Ora et labora, vol. 3, luglio-settembre 1958,  pp. 13-15.
- Luigi Giussani, Osservazioni sullo spirito comunitario e la preghiera, in Ora et labora, vol. 4, ottobre-dicembre 1958,  pp. 14-16.
- Luigi Giussani, La Chiesa come luogo di moralità, in Strumento internazionale per un lavoro teologico. Communio, vol. 34, Jaca Book, settembre-ottobre 1977,  pp. 13-18.

### Moralità: memoria e desiderio
- Luigi Giussani, Moralità: memoria e desiderio, 1ª ed., Milano, Jaca Book, Già e non ancora 51, novembre 1980,  p. 145, SBN MOL0242725.
- Luigi Giussani, Moralità: memoria e desiderio, 2ª ed., Milano, Jaca Book, Già e non ancora 187, maggio 1990,  p. 120, ISBN 88-16-30187-2.
- Moralità: memoria e desiderio in  Luigi Giussani, Opere (1966-1992), Vol. 2, 1ª ed., Milano, Jaca Book, Già e non ancora 274, 1994,  p. 1256, ISBN 88-16-30274-7.
- Moralità: memoria e desiderio in  Luigi Giussani, Alla ricerca del volto umano, 1ª ed., Milano, Rizzoli, giugno 1995,  p. 252, ISBN 88-17-84420-9.
- Moralità: memoria e desiderio in  Luigi Giussani, Alla ricerca del volto umano, 1ª ed., Milano, Biblioteca Universale Rizzoli, 2007,  p. 252, ISBN 978-88-17-01671-1.